# Bisaltes taua
Bisaltes taua là một loài bọ cánh cứng trong họ Cerambycidae.